# Burgruine Altenstein (Eichsfeld)
Die Burgruine Altenstein ist eine mittelalterliche Burgruine in der Gemarkung Asbach-Sickenberg im Landkreis Eichsfeld in Thüringen.

## Geographische Lage
Die Ruine der Spornburg liegt auf einem kleinen, nach Südwesten gerichteten, 350 m ü. NHN hohen Bergsporn über dem oberen Tal des Alten Hainsbaches, eines kaum acht Kilometer langen rechten Zuflusses der Werra.

## Geschichte
Die Burg geht mit hoher Wahrscheinlichkeit auf die Thüringer Landgrafen zurück, die im späten 12. Jahrhundert die Ausdehnung ihres Herrschaftsgebietes in das untere Werratal vollenden konnten. Im Zusammenhang mit dem thüringisch-hessischen Erbfolgekrieg werden von dem Chronisten Johannes Rothe „acht feste Plätze an der unteren Werra“ erwähnt, aber nicht namentlich genannt, welche die Wettiner in einem Vertrag der Sophie von Brabant als Erbmasse zuteilten.
Erstmals urkundlich erwähnt wurde die Burg Altenstein im Jahr 1329, als der hessische Landgraf Heinrich II. dem Ritter Berthold Eselskopf und seinem Knappen Hugo aus der Mark je zur Hälfte den Altenstein sowie die Dörfer Asbach-Sickenberg und Weidenbach zu Pfand übergab.
1346 mussten Bruno und Hertwig von Weberstedt als Burgmannen dem hessischen Landgrafen geloben, dass sie diesen nicht in einen ungerechten Krieg verwickeln, noch sonstiges Unrecht tun oder Räubereien betreiben würden, da sie für derartige Untaten bekannt waren. 1347 gaben die Söhne Berthold Eselkopfs die Rechte an ihren Schwager Urban von Weberstedt ab. 1375 gelangte Lippold von Hanstein durch Verpfändung in den Besitz des Altensteins. Am 7. Juli 1379 wurde der hessische Landgraf Hermann II. durch Einlösung des Pfands wieder Besitzer der Burg Altenstein, übertrug diese jedoch durch erneute Verpfändung von jeweils einem Viertel an die Brüder Ludwig, Sander und Helwig von Dörnberg und Heinrich von Wichardessen, Burgmannen zu Allendorf. Eine kurzzeitige Weiterverpfändung eines Viertels durch Sander von Dörnberg an den hennebergischen Burgmann Hans von Breitungen wurde bereits 1381 wieder eingelöst. 1438 löste Landgraf Ludwig I. die inzwischen an Hans von Dörnberg d. Ä. gefallene Burg wieder ein und gab sie als Erbmannlehen an Hans von Bischoffshausen und dessen vier Söhne. Die hessische Adelsfamilie von Bischoffshausen blieb daraufhin von 1438 bis 1643 im Besitz der Burg Altenstein. Die Burg wurde im Dreißigjährigen Krieg schwer verwüstet. 1643 verkauften die Gebrüder von Bischoffshausen das Lehngut für 18.600 Reichstaler an die Landesregentin Amalie Elisabeth. Altenstein war zu dieser Zeit Gericht und Sitz eines Amtes, zu dem die Dörfer Asbach, Hennigerode, Sickenberg und Weidenbach gehörten.
Später wurde die Burg als Vorwerk umgebaut und danach als Forsthaus genutzt. Bis 1945 gehörte das Gebiet zum hessischen Staatsforst Allendorf und kam danach infolge des Wanfrieder Abkommens durch Gebietsaustausch zum thüringischen Landkreis Eichsfeld. Bis 1954 wurde die Burg noch als Wohnung für den Förster genutzt, danach noch einige Jahre als Kinderferienlager. 1973 wurde die Burganlage im Rahmen der Grenzsicherungsmaßnahmen an der Innerdeutschen Grenze gesprengt. Das grenznahe Gebiet war bis Ende 1989 für die Bevölkerung nicht mehr zugänglich.

## Beschreibung
Die ehemalige Burganlage liegt auf einem nach drei Seiten steil abfallenden Bergsporn, sie wurde auf der vierten Seite durch eine Wall-Grabenbefestigung gesichert. Die Burg verfügt über einen rechteckigen Grundriss. Noch erkennbar ist die Kernburg mit Palas, Wohnhaus und einem quadratischen Bergfried, der mit einer ungewöhnlich schwachen Mauerstärke (nur etwa 1,10 Meter) auffällt.

## Heutige Situation
Die Burgstelle ist ein geschütztes Bodendenkmal. Das betreffende Gelände wird forstwirtschaftlich genutzt. Die Burg wird durch Wanderwege erschlossen.